# Karl Wegele
Karl Wegele (Karlsruhe, 27 september 1887 – 14 november 1960) was een Duits voetballer.

## Biografie

### Clubcarrière
Wegele speelde zijn hele carrière bij Karlsruher FC Phönix. Nadat de club stadsrivaal KFV steeds moest laten voorgaan in de competitie konden ze in 1909 regionaal kampioen worden. In de Zuid-Duitse eindronde konden ze ook de titel veroveren zodat ze deelnamen aan de nationale eindronde. Na ruime zeges tegen 1. FC 1894 München-Gladbach en SC Erfurt 1895 plaatste de club zich voor de finale tegen titelverdediger Berliner TuFC Viktoria 89. Hoewel Willi Worpitzky de hoofdstedelingen op voorsprong bracht kon Arthur Beier de gelijkmaker binnen trappen in de 30ste minuut. Met nog twee goals van Wilhelm Noë en een goal van Hermann Leibold stond het 4-1 voor Phönix. Helmut Röpnack kon nog de aansluitingstreffer maken, maar Phönix had de titel binnen.
Als titelverdediger mocht de club ook het jaar erna aantreden in de eindronde. In de kwartfinale tegen VfB Leipzig viel Leibold na 25 minuten uit met een beenblessure. Toch won Phönix met 1-2 en plaatste zich voor de halve finale, waar er zowaar een stadsderby gespeeld werd tegen KFV, dat al de Zuid-Duitse titel veroverd had. KFV kwam 2-0 voor en in de 65ste minuut maakte Beier de aansluitingstreffer maar dit kon niet beletten dat de stadsrivaal amper een jaar na Phönix ook de Duitse landstitel won. De volgende jaren domineerde KFV de competitie.

### Nationaal elftal
Hij werd meerdere malen geselecteerd voor het Zuid-Duitse elftal dat deelnam aan de Kronprinzenpokal.
Voor de Eerste Wereldoorlog was hij een van de meest succesvolle en ingezette spelers van het nationaal elftal. Hij debuteerde op 3 april 1910 in de 2-3 overwinning op Zwitserland. In 1912 reisde hij met de Mannschaft naar Zweden om deel te nemen aan de Olympische Spelen. Oberle werd niet opgesteld in de wedstrijd tegen Oostenrijk, die ze met 1-5 verloren. Er was dat jaar wel nog een troostronde voor de teams die verloren in de eerste twee wedstrijden waarbij hij wel ingezet werd en na een 16-0 monsterzege op Rusland verloren ze de halve finale met 1-3 van Hongarije. Op 5 april 1914 speelde hij zijn laatste interland en werd het 4-4 tegen Nederland. Hij maakte kort voor het affluiten in zijn laatste wedstrijd de gelijkmaker.